# Lissonota manca
Lissonota manca là một loài tò vò trong họ Ichneumonidae.